# Pískovna na cvičišti
Pískovna na cvičišti je přírodní památka v okrese Jindřichův Hradec na jihovýchodním okraji města Jindřichův Hradec v prostoru aktivního vojenského cvičiště a uzavřené pískovny, která obnažila podloží až na úroveň podzemní vody.
Důvodem ochrany je ochrana vzácných mokřadních živočichů a rostlin, které se zde během usadily na území vytvořeném člověkem. Jejich výskyt je spojen se zákazem vstupu do vojenského prostoru po mnoho let a jeho nevyužívání k zemědělské činnosti. Jedná se o podmáčené louky s množstvím kaluží. Tyto louže jsou periodicky obnovované při vojenských cvičeních projíždějící těžkou vojenskou technikou rozrušující vegetaci na iniciální stádia vegetace. Uprostřed lokality jsou dvě malé tůně a jedna velká tůň vzniklé na místě bývalé pískovny, kde byla těžba ukončena v první polovině devadesátých let 20. století. Dvě menší tůně občas vysychají, větší tůň má vodu trvale.
V oblasti byl v listopadu 2007 prováděn podrobný botanický a zoologický výzkum, který odhalil výskyt mnoha vzácných druhů jako například ptačí kolonie břehule říční, ostříže lesního, z obojživelníků ropucha krátkonohá (Epidalea calamita), kuňka obecná (Bombina bombina), rosnička zelená (Hyla arborea) a čolek velký (Triturus cristatus). Z hmyzu se zde vyskytuje mnoho druhů střevlíka, vážek např. velmi ohrožená vážka jarní (Sympetrum fonscolombii), sarančata atd. Z korýšů pak například kriticky ohrožená žabronožka letní (Branchipus schaefferi). Ze vzácné flóry se zde vyskytuje například blatěnka vodní, která roste na obnažených březích mělkých nádrží.

## Popis oblasti

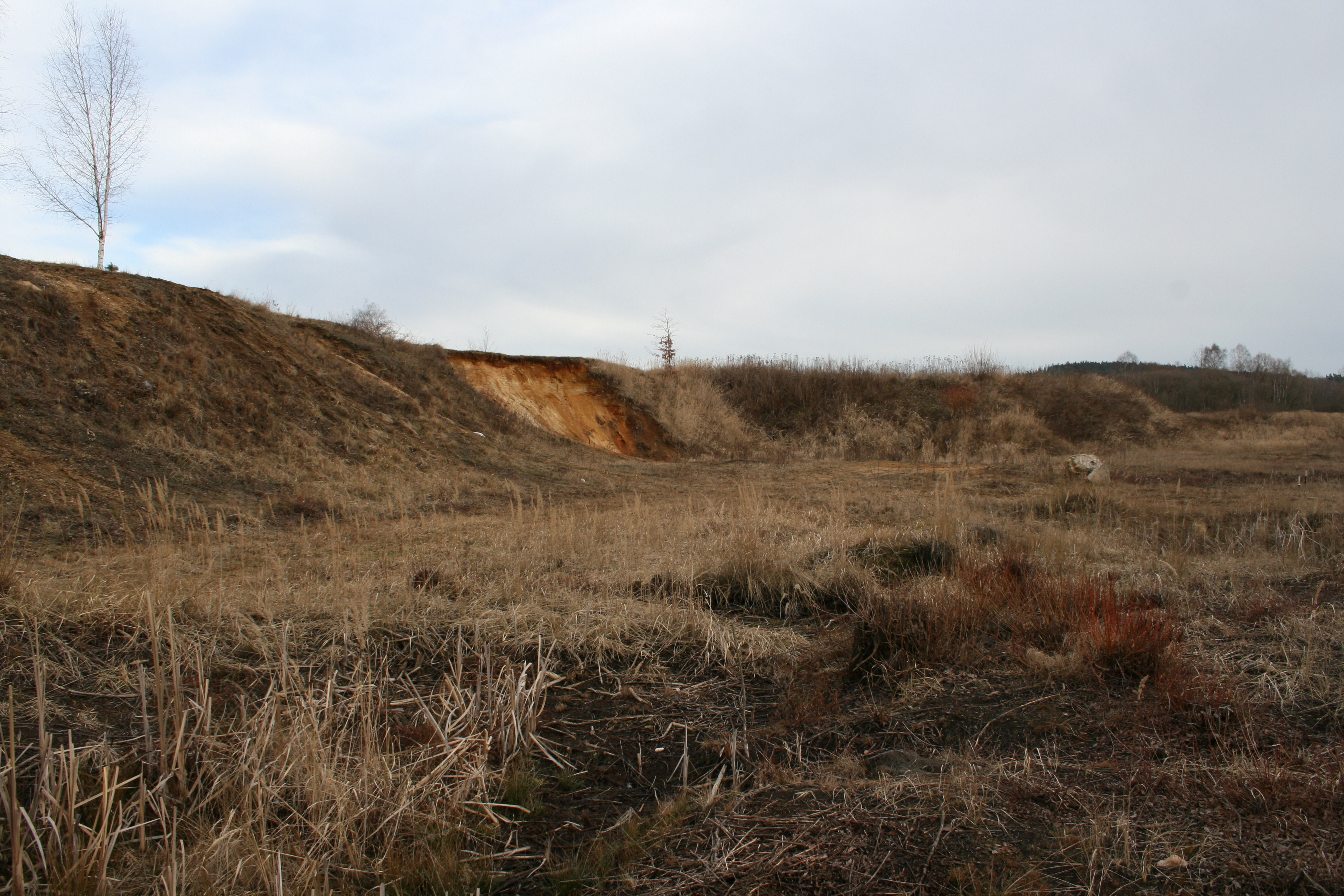
Tůně

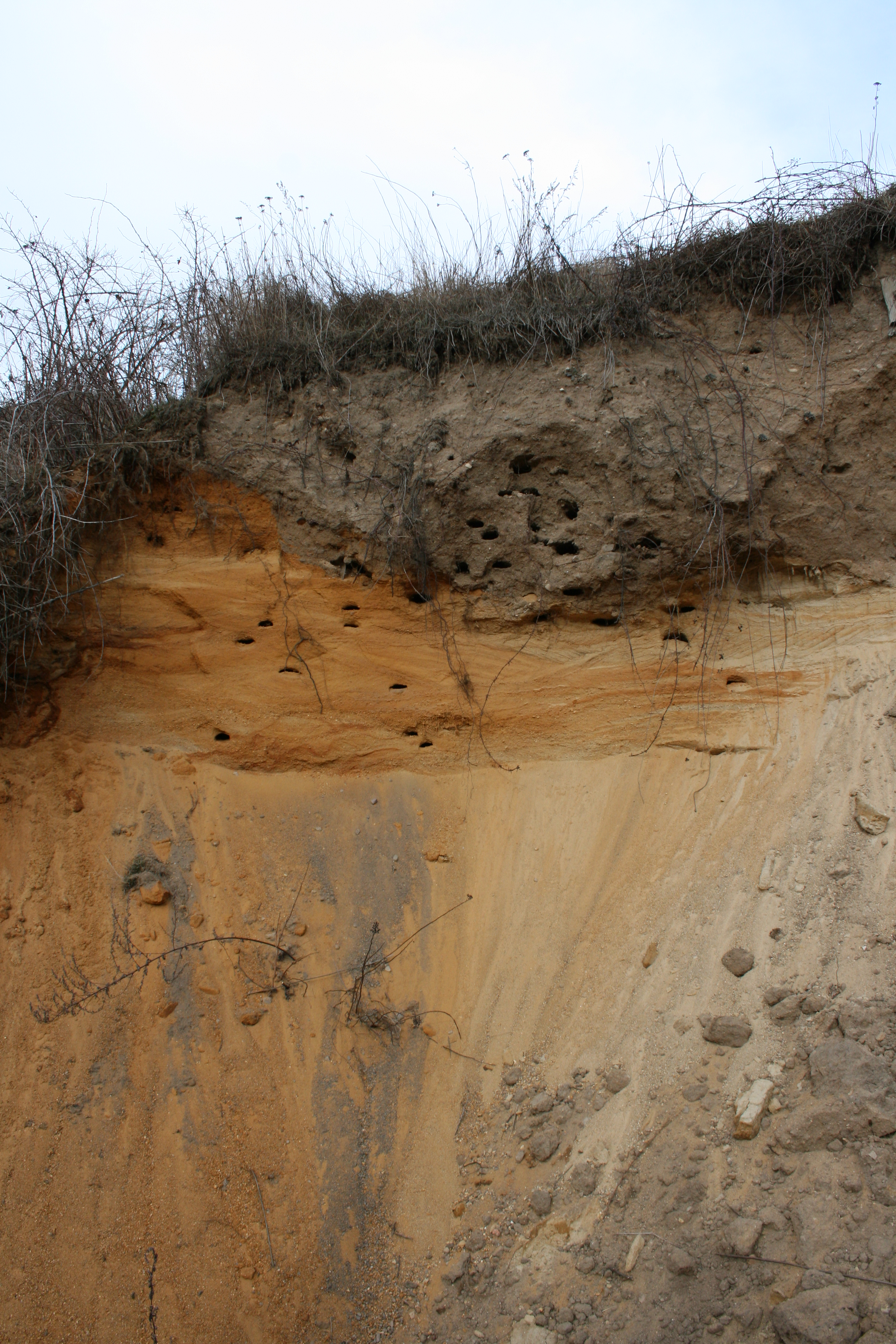
Hnízdiště břehulí říčních v pískovcové stěně

Oblast se nachází na horninovém podloží, které je tvořené převážně biotitickými, silimanito-biotitickými a cordierito-biotitickými pararulami moldanubického stáří, které bylo následně překryto štěrkovými písky fluviálního původu. Těžba písku byla ukončena přibližně v hloubce hladiny podzemní vody, což mělo za následek vznik mělkých tůní s periodickým kolísáním hladiny.
V roce 2006 až 2007 došlo k umělým zásahům do oblasti, které měly za následek obnažení stěn pískovny, aby mohly lépe sloužit jako hnízdiště některých vzácných druhů ptáků a současně byly prohloubeny dvě hlavní tůně. Proběhlo i kácení náletových dřevin, které mělo pozitivní vliv na teplomilná společenstva, jelikož došlo k proslunění tůní. S prořezáváním se počítá i do budoucna.
Místní úřad životního prostředí se snaží prosadit rozšíření ochranného pásma okolo oblasti až na velikost 10 ha, což by zajistilo větší šanci na přežití chráněných druhů a omezení výstavby v okolí. Navrhuje se i vybudování naučné stezky oblastí a přírodního sportoviště, což by dle plánu mělo zlepšit chování návštěvníků v chráněné oblasti.